# Bill Finger Award

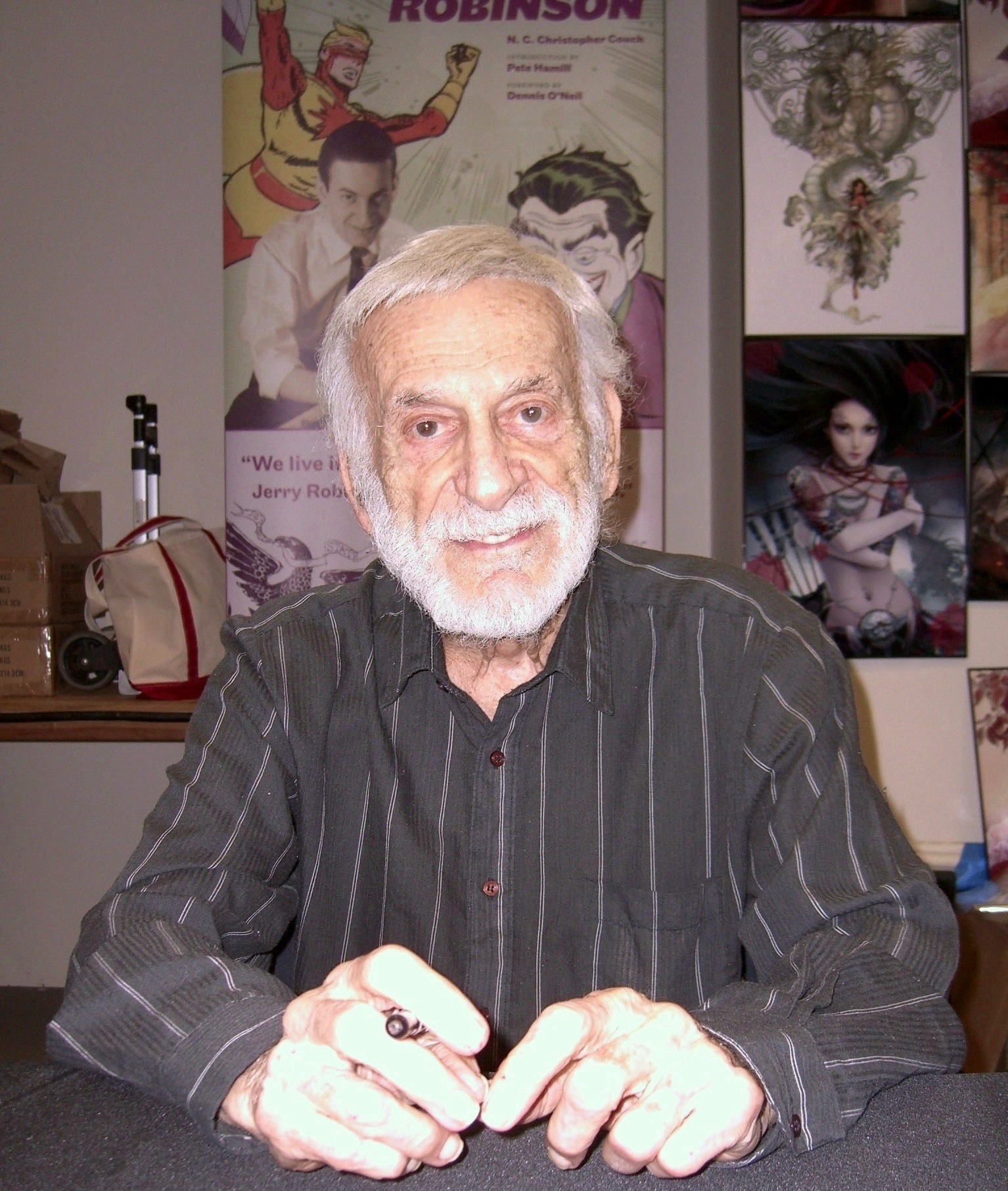
Jerry Robinson (foto de 2011) criador do prêmio

The Bill Finger Award For Excellence In Comic Book Writing é um prêmio norte-americano concedido pela excelência na escrita de história em quadrinhos. O comitê de premiação, presidido por Mark Evanier, é formado todos os anos para a seleção de dois recebedores, um vivo e outro falecido. O prêmio, junto ao Eisner Awards, é apresentado em julho de cada ano durante a San Diego Comic-Con International. Foi criado pelo colega e amigo de Bill Finger, o roteirista Jerry Robinson.
Evanier disse em 2003 que a premissa do prêmio era "reconhecer escritores de trabalhos que não receberam a recompensa ou o reconhecimento legítimo. Isso era o que Jerry Robinson pretendia como maneira de relembrar seu amigo, Bill Finger. Bill é a figura emblemática na indústria pra roteiristas que não receberam recompensa ou reconhecimento apropriados."

## Recebedores
- 2005 – Jerry Siegel (falecido), Arnold Drake[3]
- 2006 – Harvey Kurtzman (falecido), Alvin Schwartz[4]
- 2007 – Gardner Fox (falecido), George Gladir[5]
- 2008 – Archie Goodwin (falecido), Larry Lieber[6]
- 2009 – John Broome (falecido), Frank Jacobs[carece de fontes?]
- 2010 – Otto Binder (falecido), Gary Friedrich[7]
- 2011 – Bob Haney (falecido) e Del Connell[carece de fontes?]
- 2012 – Frank Doyle (falecido), Steve Skeates[carece de fontes?]
- 2013 – Steve Gerber (falecido), Don Rosa[2]
- 2014 – Robert Kanigher (falecido), Bill Mantlo, e Jack Mendelsohn[8]
- 2015 – John Stanley (falecido), Don McGregor[9]
- 2016 – Richard E. Hughes (falecido), Elliot S! Maggin[10]
- 2017 – Jack Kirby (falecido), William Messner-Loebs[11]